# Acronicta radiata
Acronicta radiata là một loài bướm đêm trong họ Noctuidae.